# 1480.
1480. je deveto desetletje v 15. stoletju med letoma 1480 in 1489. 